# Донецьк (аеропорт)
Міжнародний аеропорт «Донецьк» імені Сергія Прокоф'єва  (IATA: DOK, ICAO: UKCC) — аеропорт розташовувався на північному заході міста Донецьк. Був названий на честь композитора XX століття Сергія Прокоф'єва, який народився у Донецькій області. Призупинив обслуговування рейсів 26 травня 2014 року після захоплення бойовиками терористичної організації «Донецька народна республіка» і остаточно оголошений закритим 3 червня 2014 року. Зруйнований в ході бойових дій між проросійськими незаконними збройними формуваннями (НЗФ) окремих районів Донецької області (ОРДО) та українською армією впродовж червня 2014 — січня 2015 року.

## Історія

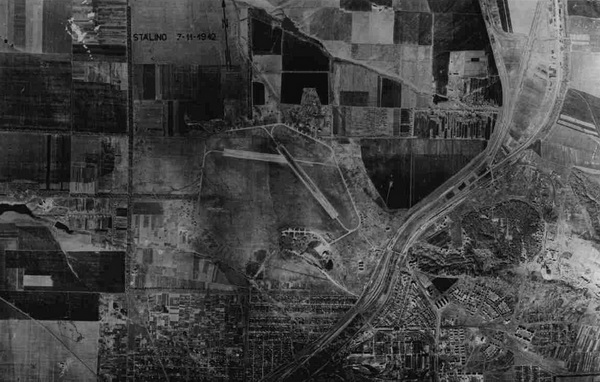
Аерофотозйомка аеропорту

Будівництво Донецького аеропорту затверджено постановою Сталінської міської ради від 27 липня 1931 року. У 1933 році відбулося відкриття аеропорту «Донецьк».
23 червня 1941 року Рада народних комісарів СРСР затвердила «Положення про Головне Управління ЦПФ (цивільного повітряного флоту) на воєнний час». Весь особовий склад ЦПФ вважався мобілізованим у Червону армію. Льотно-технічний склад увійшов до складу 87-го гвардійського окремого Сталінського полку цивільної авіації. У 1944 році, після звільнення Донбасу, аеропорт почав роботу з виконання авіаперевезень пасажирів, вантажів та авіахімробіт.
Бурхливий етап розвитку авіапідприємства припадає на кінець 1960-х — початок 1970-х років, коли було введено в експлуатацію літаки Ан-24, Ан-10, Іл-18. Екіпажі льотного загону ПАНХ, досконало освоївши управління літаків Ан-2 на авіахімроботах в Донецькому регіоні, щорічно прямували на допомогу сільськогосподарським областям Середньої Азії, Німеччини та інших.
1973 року аеропорт значно перебудований за проектом архітектора Володимира Спусканюка, а 1975 року введена в експлуатацію нова споруда аеровокзалу. Це дозволило приймати літаки практично всіх існуючих на той час типів літаків, значно збільшивши обсяги пасажирських і вантажних перевезень.

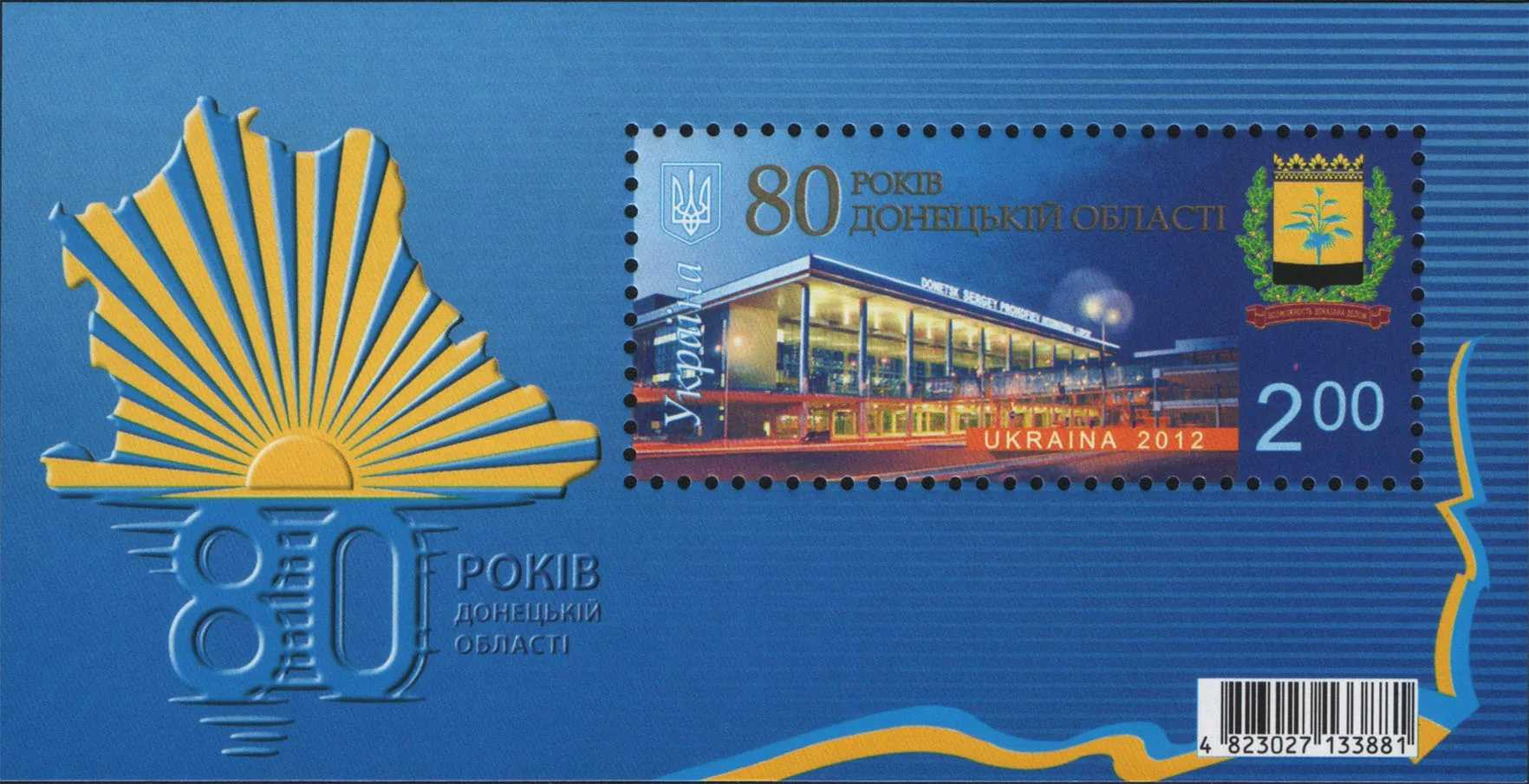
Марка на честь 80-річчя Донецької області

11 жовтня 1991 року Донецький об'єднаний авіазагін перейменовано на Донецьке авіапідприємство. 1992 року на базі авіапідприємства силами підготовленого інженерно-технічного складу розпочато ремонт літаків Як-42, які налітали 10 000 льотних годин, оскільки авіазаводи до виконання такого виду ремонту були не готові. Починаючи з 1993 року, екіпажі авіапідприємства почали інтенсивне освоєння на ПС Як-42 міжнародних повітряних ліній. За 10 років прокладені повітряні траси більш ніж у 40 країн.
25 лютого 1998 року Донецьке авіапідприємство перейменовується на Донецьку державну авіакомпанію «Донбас — Східні авіалінії України». За високі виробничі показники, забезпечення безпеки польотів авіакомпанія «Донбас» у 1999 році нагороджена грамотою Міністерства транспорту України. За вагомий внесок у розвиток цивільної авіації України дев'яти працівникам авіакомпанії присвоєно почесне звання «Заслужений працівник транспорту України». 2002 року авіакомпанія зайняла перше місце в обласному конкурсі щодо забезпечення охорони праці працівників авіакомпанії. Протягом 2003 року відбувається реорганізація авіапідприємства шляхом поділу аеропорту та авіакомпанії й утворюється комунальне підприємство «Міжнародний аеропорт Донецьк».

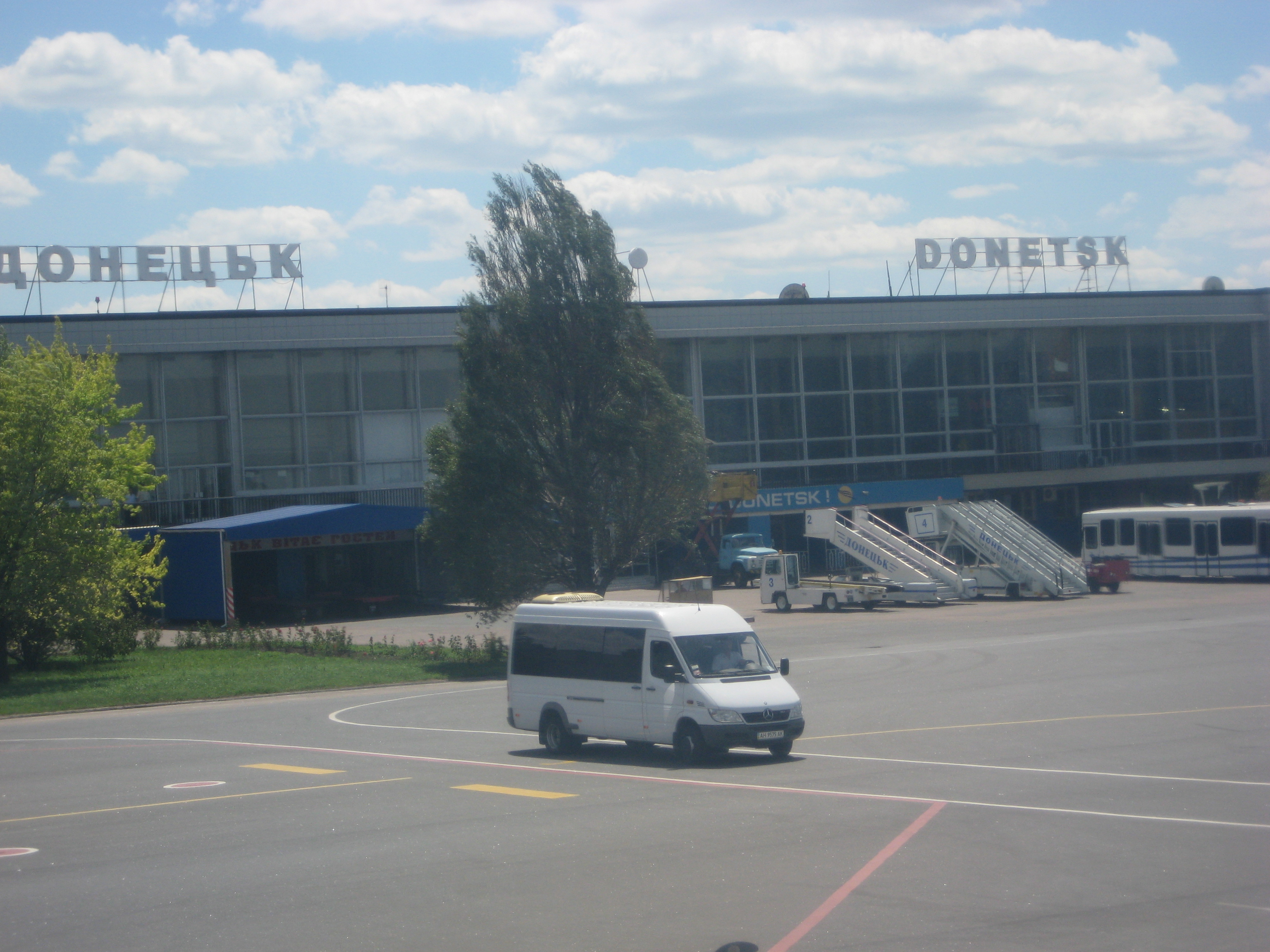
Аеропорт до реконструкції

Напередодні початку підготовчих робіт до Євро-2012 в Донецьку 2007 року розпочато будівництво нової злітної смуги. Вартість проекту реконструкції злітної смуги — 972 млн грн., загальна площа проведення робіт — 653 тис. м². ЇЇ характеристики після реконструкції стануть такими: площа злітної смуги — 259 тис. м²., довжина — 4 км, товщина — 1 м. 26 червня 2011 року урочисто відкрито нову злітно-посадкову смугу — під час церемонії з цього приводу на неї приземлився літак «Мрія». Також було вирішено побудувати новий аеровокзал. Загальна вартість реконструкції аеропорту неодноразово зростала та перевищила початковий кошторис у 3,5 рази, склавши 6,97 млрд грн ($875 млн).

### Припинення діяльності у 2014—2015 роках

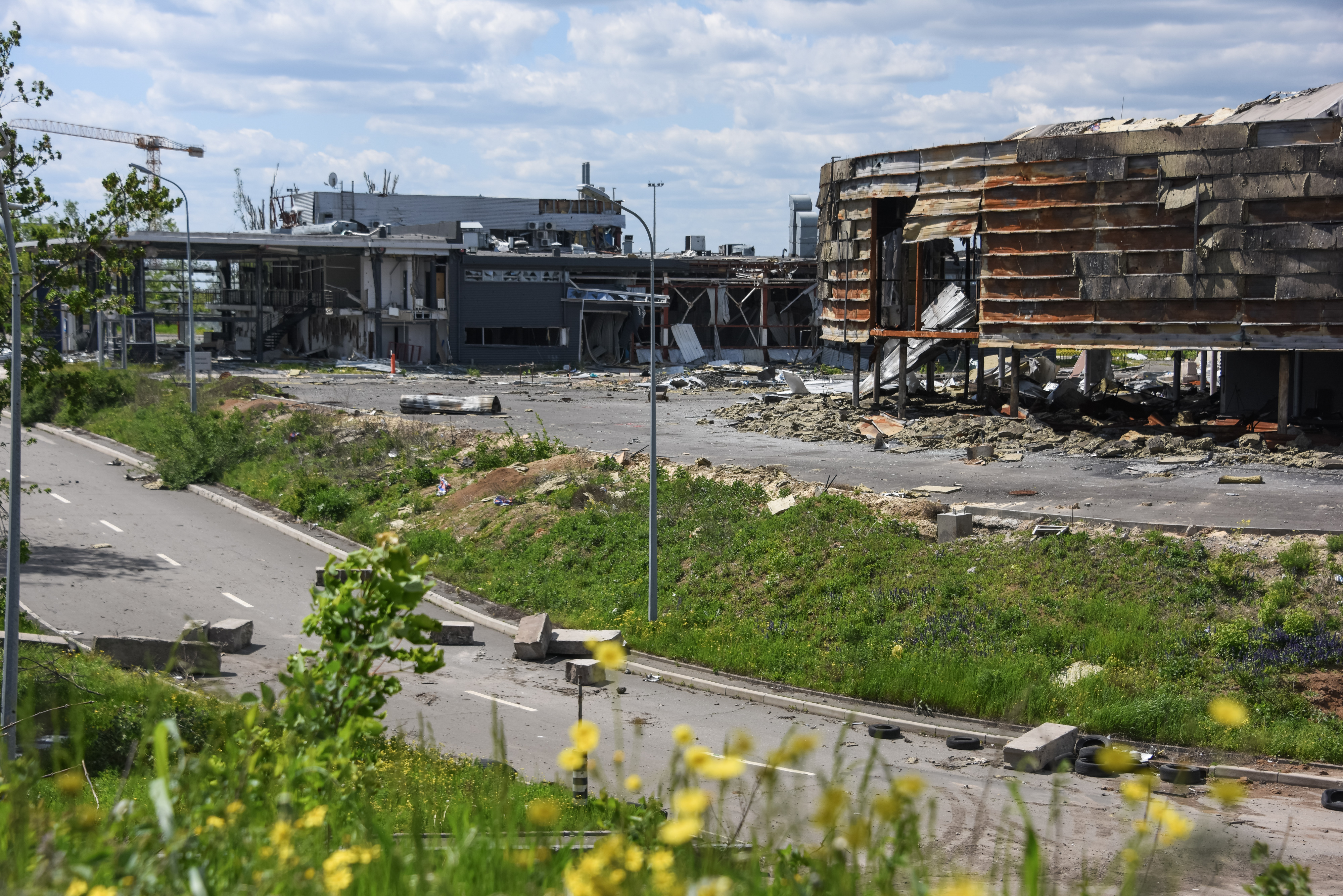
Руїни аеропорту (2015)

Під час російсько-української війни аеропорт був закритий з 3 червня 2014 року. Фактично, він закритий ще 26 травня 2014 року, після обстрілів російськими бойовиками. Бої велися, без зупинки, все літо та до кінця 2014-го, і, не зважаючи на спроби встановлення перемир'я, продовжилися в січні 2015-го. Аеропорт цілком зруйнований 22 січня 2015 року в результаті атаки російських військ та терористичних угруповань.
13 січня 2015 року обвалилася диспетчерська вежа Донецького аеропорту. Вона стала символом героїзму захисників України. Диспетчерська вежа Донецького аеропорту була «очами» захисників ДАПу, вона обвалилася після майже 8 місяців щоденних обстрілів.
21 січня 2015 року українські сили визнали втрату контролю над аеропортом та змушені були відступити. Донецький аеропорт був захоплений проросійськими бойовиками, коли, скориставшись перемир'ям, для евакуації своїх вбитих і поранених, вони замінували і підірвали будівлю, де розташовувалися захисники ДАПу.
За даними супутникових знімків аеропорту, зроблених у липні 2025 року відомо, що російські окупанти частково очистили укріплення на злітно-посадковій смузі та почали будівельні роботи на стоянках, можливо, в рамках підготовки до встановлення паливних резервуарів. Крім того, OSINT-група «CyberBoroshno» повідомила, що супутникові знімки вказують на те, що окупанти готують пункти ручного управління дронами, зони розвантаження боєголовок, пости повітряного спостереження та злітно-посадкову смугу. «CyberBoroshno» оцінила, що російська окупаційна влада розвиває інфраструктуру в аеропорту для запуску ударних дронів типу «Shahed», дронів-пасток типу «Gerbera» і, можливо, реактивних дронів «Geran» («Shahed»).

## Авіалінії та напрямки
Колишні рейси аеропорту
| Авіалінії                    | Місто прибуття (аеропорт)                                                       |
| ---------------------------- | ------------------------------------------------------------------------------- |
| Air Arabia                   | Шарджа                                                                          |
| Astra Airlines               | Салоніки                                                                        |
| Flydubai                     | Дубай                                                                           |
| Khors                        | Київ-Бориспіль                                                                  |
| Lufthansa                    | Мюнхен                                                                          |
| Pegasus Airlines             | Стамбул-Сабіха Гьокчен                                                          |
| Turkish Airlines             | Стамбул-Ататюрк                                                                 |
| UTair                        | Москва-Внуково                                                                  |
| Windrose Airlines            | Анталія, Бургас, Даламан, Іракліон, Тіват, Шарм-ель-Шейх                        |
| Wizz Air Ukraine             | Кутаїсі, Меммінген, Дортмунд                                                    |
| Авіа-Транс-К                 | Іракліон, Тіват                                                                 |
| Аерофлот                     | Москва-Шереметьєво                                                              |
| Дніпроавіа                   | Київ-Бориспіль                                                                  |
| Міжнародні авіалінії України | Баку, Барселона, Єреван, Київ-Бориспіль, Тель-Авів, Шарм-ель-Шейх               |
| Трансаеро                    | Домодєдово                                                                      |
| Авіалінії Туркменістану      | Ашгабат                                                                         |
| ЮТейр-Україна                | Анталія, Київ-Жуляни, Ларнака, Москва-Внуково, Санкт-Петербург, Сургут, Тбілісі |

## Кількість пасажирів
| Рік  | Пасажиропотік «Донецька» | %        | Загальний пасажиропотік по країні | %        | Частка Донецька |
| ---- | ------------------------ | -------- | --------------------------------- | -------- | --------------- |
| 2009 | 488 100                  |          | 8 894 900                         | ▼ 17,6 % | 5,48 %          |
| 2010 | 612 200                  | ▲ 25,4 % | 10 242 500                        | ▲ 15,2 % | 5,97 %          |
| 2011 | 829 300                  | ▲ 35,5 % | 12 464 800                        | ▲ 21,7 % | 6,65 %          |
| 2012 | 1 000                    | ▲ 20,6 % | 14 107 000                        | ▲ 13,2 % | 7,08 %          |
| 2013 | 1 110 400                | ▲ 11 %   | 15 134 600                        | ▲ 7,3 %  | 7,33 %          |
| 2014 | 346 700 (до закриття)    | ▼ 68,8 % | 10 896 500                        | ▼ 28 %   | 3,18 %          |

## Катастрофи та аварії
Авіакатастрофа Ан-24 — катастрофа при посадці в Донецьку літака українського авіаперевізника «Південні авіалінії», який здійснював рейс Одеса — Донецьк 13 лютого 2013 року. З 52 осіб на борту (враховуючи членів екіпажу) п'ятеро загинули, 26 звернулися за медичною допомогою, з них дев'ять госпіталізували. Літак виконував внутрішній чартерний рейс з доставки футбольних уболівальників з Одеси в Донецьк на матч Ліги Чемпіонів УЄФА між командами «Шахтар» (Донецьк) — «Борусія» (Дортмунд). При спробі здійснити посадку в Міжнародному аеропорту Донецька літак промахнувся повз злітно-посадкову смугу та зачепив метеорологічну вежу. Після приземлення літак загорівся. Більшість пасажирів були евакуйовані. Очевидці повідомили, що літак намагався приземлитися в густому тумані і здійснив посадку на ґрунт між злітно-посадковою смугою і руліжною доріжкою.

## Галерея

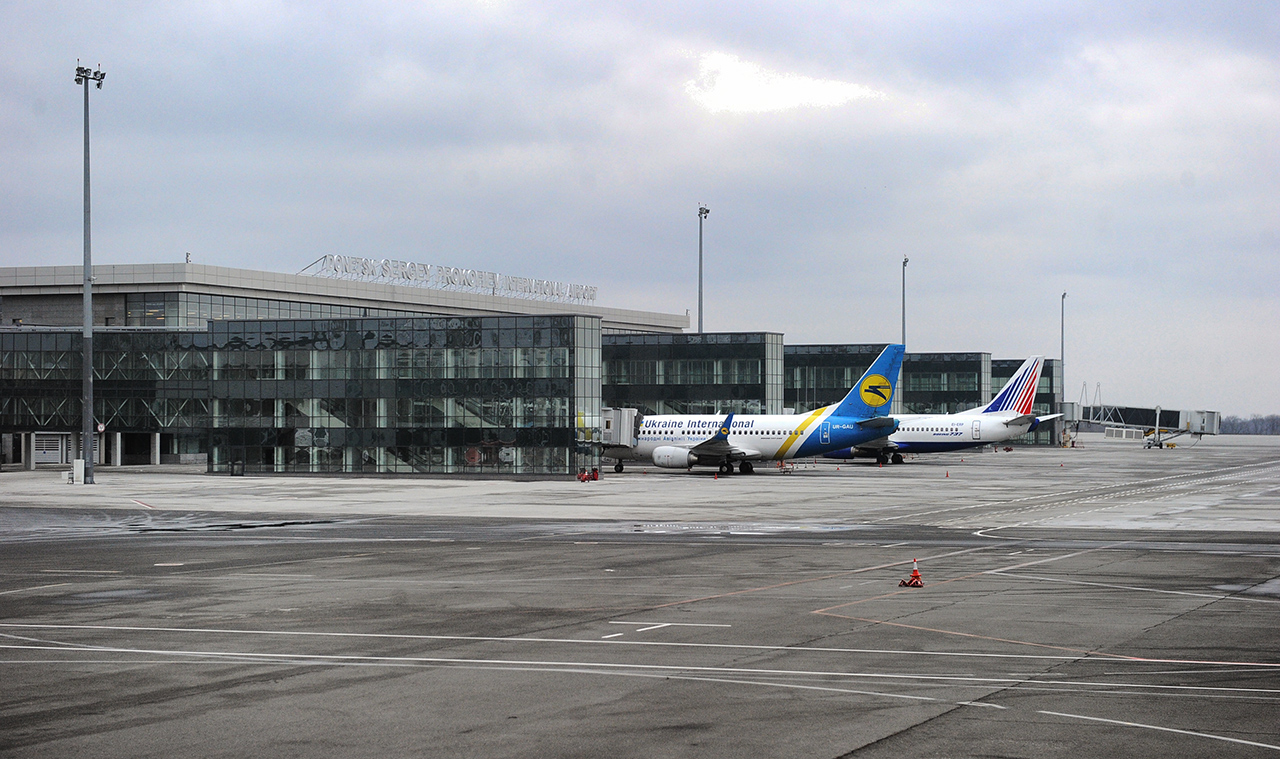
Новий термінал аеропорту (2013)
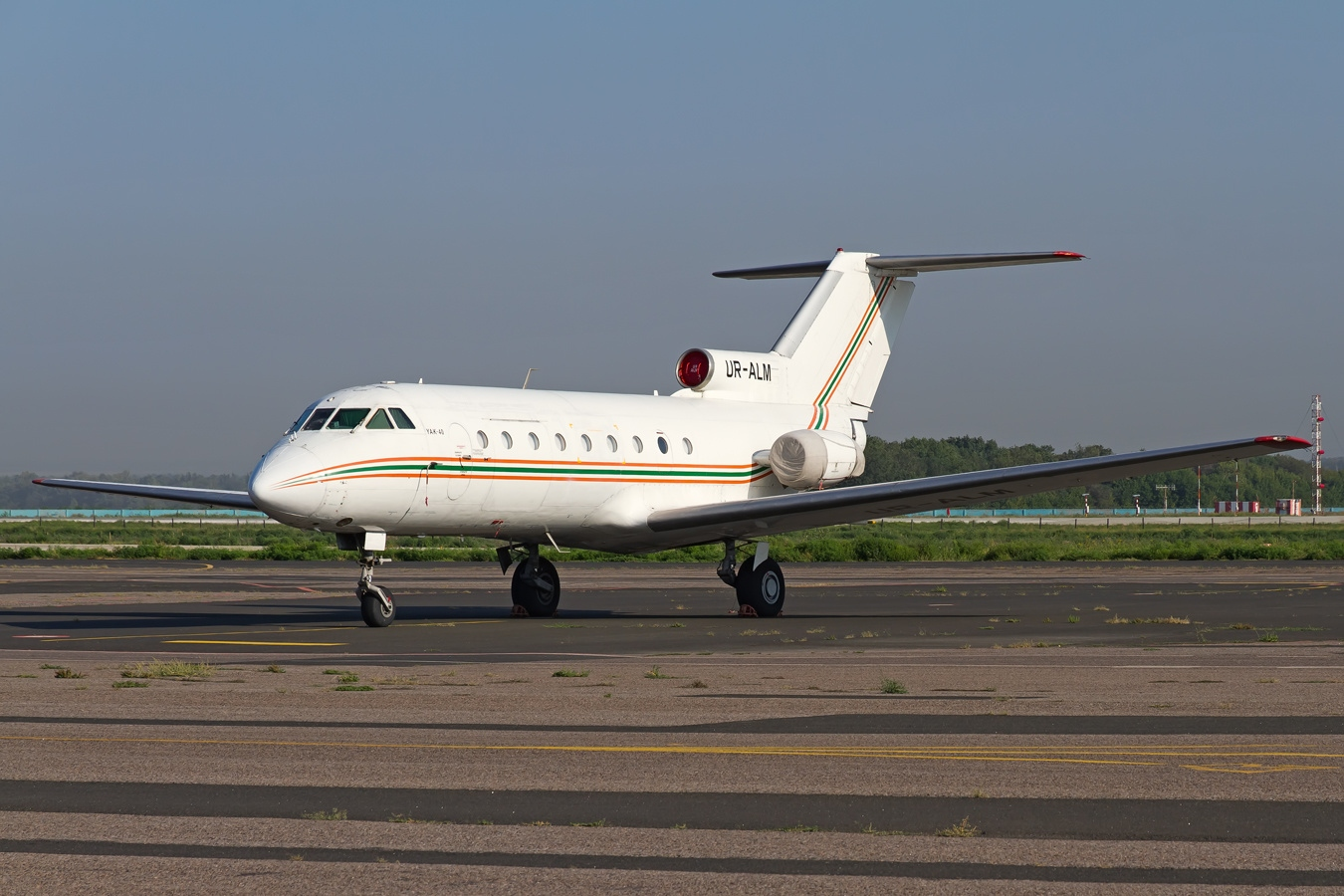
Як-40К
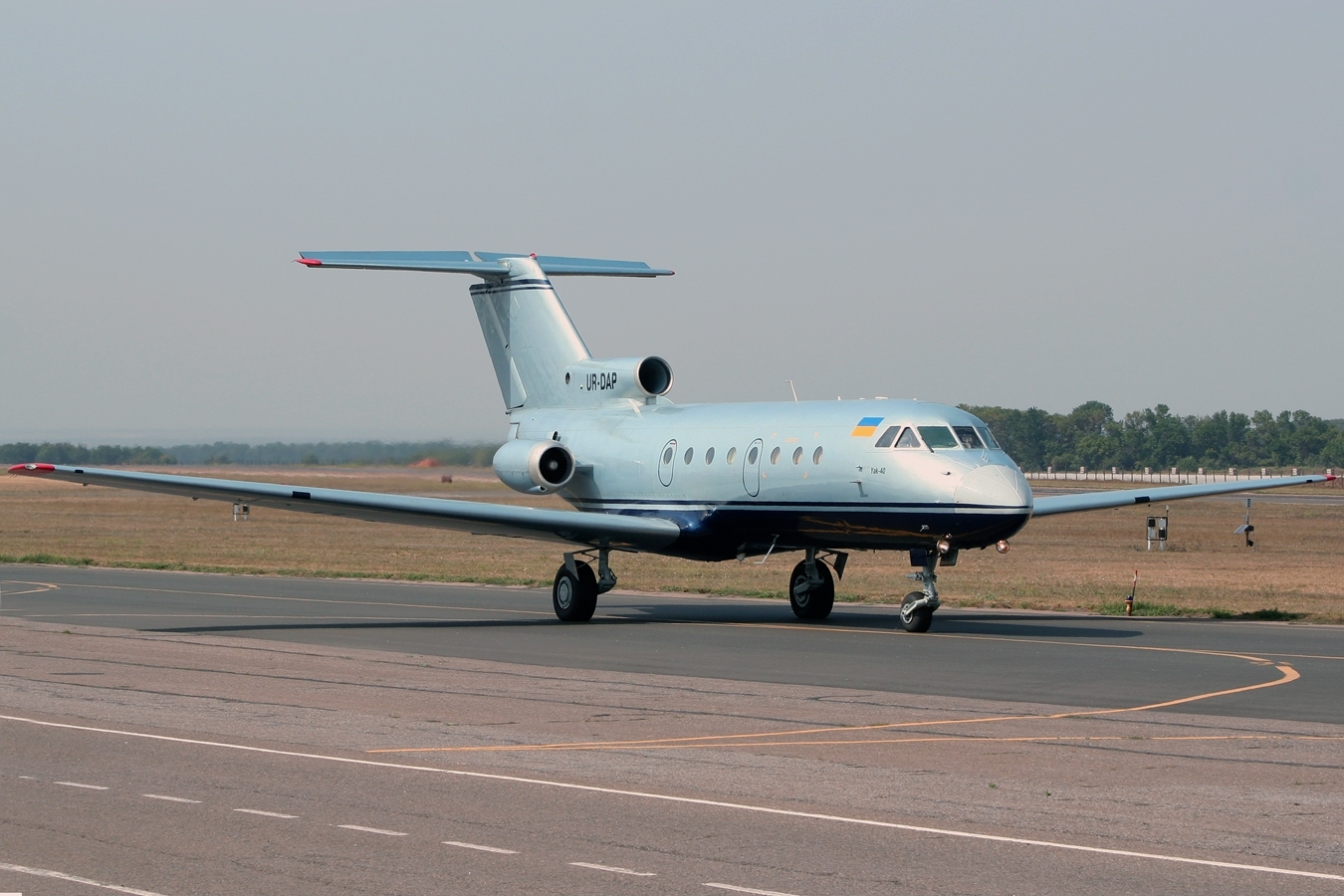
Як-40